# Liparis epiphytica
Liparis epiphytica är en orkidéart som beskrevs av Rudolf Schlechter. Liparis epiphytica ingår i släktet gulyxnen, och familjen orkidéer. Inga underarter finns listade i Catalogue of Life.